# Egidius Slanghen
Egidius Slanghen (Hoensbroek, 23 augustus 1820 – aldaar, 12 oktober 1882) was een Nederlands burgemeester en historicus.
Slanghen was een zoon van landbouwer Balthazar Slanghen en Maria Ida Cremers Hij werd bij de Burgerlijke Stand aangegeven als Gelis, maar voerde zijn doopnaam Egidius. Slanghen werkte als klerk bij de belastingen en het kadaster, tot hij in 1843 werd aangesteld als rentmeester van de freules De Keverberg in Haelen. Na het overlijden van de zusters De Keverberg in 1853, keerde hij naar Hoensbroek terug. In 1855 werd hij burgemeester van Hoensbroek, hij zou tot zijn overlijden aanblijven. Van 1861 tot 1867 was hij ook burgemeester van Voerendaal.
Tijdens zijn tijd in Haelen, verzamelde Slanghen Limburgse munten en penningen. Hij verrichtte opgravingen in de buurt van Romeinse gebouwen. De interesse voor geschiedenis bleef ook toen hij terugkeerde naar zijn geboorteplaats. Hij ontwierp het gemeentewapen voor Hoensbroek, dat in 1858 werd vastgesteld. In 1863 was hij medeoprichter van de Société historique et archéologique dans le duché de Limbourg, een van de voorlopers van Limburgs Geschied- en Oudheidkundig Genootschap. Hij schreef een aantal historische artikelen en boeken, waaronder Het Markgraafschap Hoensbroek (1859), Geschiedkundige aanteekeningen over het voormalige land van Valkenburg (1859) en Bijdragen tot de geschiedenis van het tegenwoordige hertogdom Limburg, 2 delen (1865, 1878).
- Biografisch Portaal: 37902871
- Digitale Bibliotheek voor de Nederlandse Letteren: slan002
- Gemeinsame Normdatei: 132558602
- International Standard Name Identifier: 0000 0000 1991 0814
- Nederlandse Thesaurus van Auteursnamen: 074359274
- Virtual International Authority File: 72556630
- WorldCat: E39PBJv4qghYkK6k47cQDDPqQq